# Capsicophysalis
Capsicophysalis, monotipski biljni rod iz porodice pomoćnica ili krumpirovki. Jedina vrsta je C. potosina iz Meksika i Gvatemale,
Ovaj novi rod opisan je u Journal of the Botanical Research Institute of Texas 3(1): 72. 2009.

## Opis roda
Capsicophysalis se temelji na vrsti Chamaesaracha potosina, opisanom iz San Luis Potosíja. Novi rod ima nepravilan 5-režnjeviti vjenčić, crveni plod, 5-režnjevitu refleksnu čašku kada je zreo i sjeme s tuberkulatnim testom (sjemenom lupinom). Sve ove karakteristike nepoznate su drugim srodnim rodovima Solanaceae.

## Sinonimi
- Chamaesaracha potosina B.L.Rob. & Greenm.; Am. J. Sci. Ser. III. 50: 161 (1895)
- Saracha potosina (B.L.Rob. & Greenm.) Averett; Ann. Missouri Bot. Gard. 57(3): 380 (1970 publ. 1971)